# Памятник труженикам тыла (Кузнецк)
Памятник труженикам тыла — памятник в городе Кузнецке Пензенской области.
Расположен у подножия «Холма воинской Славы» (открыт в 1975 году, объект культурного наследия) на Марах (высокий холм естественного происхождения, один из градообразующих элементов). Был торжественно открыт 9 мая 2005 года. Скульптор — заслуженный художник России А. П. Семынин.
Скульптурная композиция является одной из составляющих музейно-мемориального комплекса. За памятником труженикам тыла находятся три стелы с барельефами на тему Великой Отечественной войны с названиями: «Присяга», «Победа», «Тыл». Сам памятник представляет собой композицию из трёх фигур, выполненную из камня белого цвета: пожилой кузнец с молотом на наковальне; его подручный-подросток с клещами в руках; крестьянка, держащая в руках хлебный сноп — старики, женщины и дети работали в тылу, приближая победу.
Памятник установлен на постаменте, отделанном плитами из серого мрамора. На лицевой стороне постамента мемориальная табличка с надписью: «Труженикам тыла посвящается».